# Princeville (Quebec)
Princeville é uma cidade localizada na província de Quebec no Canadá.